# Personismus
Personismus ist eine Denkweise in der Persönlichkeitspsychologie, die stabile Verhaltensmuster auf Eigenschaften der handelnden Person zurückführt (sogenannte interne Attribution).
Während die Laienpsychologie zahlreiche persönliche Eigenschaften kennt – man sagt zum Beispiel, jemand sei freundlich/unfreundlich, klug/dumm, Anführer/Mitläufer, ordentlich/chaotisch, musikalisch/unmusikalisch usw. –, ist die empirische Befundlage uneindeutig. Der wissenschaftliche Nachweis solcher Eigenschaften ist außerordentlich schwierig. Conley (1984) legte einer Gruppe von Testpersonen über einen Zeitraum von 40 Jahren immer wieder verschiedene Persönlichkeitstests vor und fand eine hohe Konstanz von Intelligenz, eine mittlere Stabilität von Extraversion und Neurotizismus, während Einstellungen wie Selbstwertgefühl und Lebenszufriedenheit stark schwankten.
Ein absoluter Personismus würde die vollständige Unabhängigkeit des Verhaltens von seinem situativen Kontext annehmen, daher berücksichtigt der relative Personismus Einflüsse der Umgebung. Dieses ist das klassische Modell der Persönlichkeitspsychologie.
Andere Modelle führen über verschiedene Situationen hinweg „konsistentes“ Verhalten auf Eigenschaften der Situation zurück („Situationismus“, so der radikale Behaviorismus), oder auf die Interaktion von Personen- und Situationseigenschaften (sog. „Interaktionismus“).